# Nathan Mendelsohn
Nathan Mendelsohn   (Brooklyn, 14 d'abril de 1917 - Toronto, 4 de juliol de 2006) va ser un matemàtic estatunidenc que va treballar al Canadà.
Malgrat haver nascut a Nova York, va créixer a Toronto a on s'havia traslladat la seva família sis mesos després del seu naixement. Va estudiar matemàtiques a la universitat de Toronto i va guanyar la Competició Putnam el 1938, formant equip amb Irving Kaplansky i Albert Coleman. Es va doctorar en aquesta universitat el 1942. Durant la Segona Guerra Mundial va treballar pel servei d'intel·ligència canadenc, primer, simulant bombardejos i, després, desxifrant missatges codificats. Acabada la guerra, va ser dos anys professor de la Queen's University de Kingston (Ontario), abans de passar a la universitat de Manitoba a Winnipeg, en la qual es va jubilar el 1981, passant a ser professor distingit, fins que va tornar a Toronto, on va morir el 2006.
També va ser un notable mag que acostumava a utilitzar trucs de cartes a les seves classes i que va obtenir algun premi rellevant en el món de la màgia.
Mendelsohn va publicar uns 140 articles científics. Els seus treballs més importants i que van tenir més influència van ser en combinatòria matemàtica.